# Téren Gizella
Téren Gizella névvariáns: Téren Gizi (Budapest, 1948. július 6. –) magyar színésznő.

## Életpályája
Pályáját az Irodalmi Színpadon kezdte. 1967-től az Állami Déryné Színház, illetve a Népszínház tagja volt. 1982-től szabadfoglalkozású színművésznő. Játszott az Evangélium Színházban is.

## Fontosabb színházi szerepei
- Nyikolaj Vasziljevics Gogol: Háztűznéző... Agafja, egy kereskedő lánya
- Anton Pavlovics Csehov: Egyfelvonásosok... több szerep
- Anton Szemjonovics Makarenko – Miroslav Stehlík: Az új ember kovácsa... Kuzma, a Gorkij-telep lakója
- Carlo Collodi: Pinokkió... Tücsök
- Dario Niccodemi: Tacskó... a címszerep
- Jaroslav Hašek: Svejk... Kitty
- Jules Verne: Sándor Mátyás... Marianna, Torontálék lánya
- Harriet Beecher Stowe: Tamás bátya kunyhója... Penny, Legree lánya
- Jean Giraudoux: Trójában nem lesz háború... Hekuba
- Szamuil Marsak: Bűvös erdő... Tamara, a szegény árvalány
- Jókai Mór – Ráby Mátyás – Barabás Tibor: Rab Ráby... Mariska, a főjegyző lánya
- Jókai Mór: Az aranyember... Noémi
- Szigligeti Ede: Szökött katona... Juliska, árva
- Szigligeti Ede: A cigány... Rózsi
- Mikszáth Kálmán: Tavaszi rügyek... Mariska, Gábel lánya
- Tamási Áron: Búbos vitéz... Lórika, Hujki lánya
- Tamási Áron: Boldog nyárfalevél... Barka, Kláris barátnője
- Tamási Áron: Énekes madár... Köményné, Móka édesanyja
- Barta Lajos: Szerelem... Böske
- Hollós Korvin Lajos: Pázmán lovag... Enikő
- Örkény István: Tóték... Ágika
- Stier Ferenc: Szőrmók Maci... Dániel
- Végh Antal: A tékozló lány... Vidámi Anna, tanítónő
- Tabi László: Enyhítő körülmény... Panni
- Szakonyi Károly: Hongkongi paróka... Lívia
- Gerencsér Miklós: Ferde ház... Márti, Szalai unokája
- Eisemann Mihály – Szilágyi László: Én és a kisöcsém... Frici, kisasszony
- Fényes Szabolcs – Harmath Imre: Maya... Madelaine

## Filmek, tv
- Ezernevű lány (1979)
- Nyolc évszak 3. rész (1987)

## Díjak
- Nívódíj (1969; 1971; 1976)